# Тихий Потік
Тихий Потік (словац. Tichý Potok) — село в Словаччині, Сабіновському окрузі Пряшівського краю. Розташоване в північно-східній частині Словаччини в Левоцьких горах в долині Ториси.
Вперше згадується у 1427 році.
В селі є готична греко-католицька церква з початку 14 століття, у 1696 та 1862 рр. перебудована.

## Населення
| Рік:            | 1993 | 2003    | 2013     | 2023    |
| --------------- | ---- | ------- | -------- | ------- |
| Кількість осіб: | 390  | 394     | 346      | 327     |
| Різниця:        |      | +1,02 % | -12,18 % | -5,49 % |

| Рік:            | 2022 | 2023    |
| --------------- | ---- | ------- |
| Кількість осіб: | 330  | 327     |
| Різниця:        |      | -0,90 % |

В селі проживає 353 осіб.
Національний склад населення (за даними останнього перепису населення — 2001 року):
- словаки — 84,48 %,
- русини — 8,65 %,
- цигани — 1,78 %,
- українці — 0,76 %,

Склад населення за приналежністю до релігії станом на 2001 рік:
- греко-католики — 73,54 %,
- римо-католики — 20,61 %,
- протестанти — 1,53 %,
- не вважають себе вірянами або не належать до жодної вищезгаданої конфесії- 4,33 %